# ヴァージン・ハンド
『ヴァージン・ハンド』（Picking Up the Pieces）は2000年に公開されたアメリカの映画。
車から落ちた死体の手首が引き起こす、奇跡と騒動を描いたブラックコメディ。

## ストーリー
アリゾナの田舎で、肉屋の主人テックスは、美人妻のキャンディと保安官の浮気を知る。
激怒したテックスは妻を殺害、バラバラにし死体を埋めるためニューメキシコへ向かう。
しかし、途中で死体の手首だけ落としてしまうのだが、この手首が「聖母マリアの手（ヴァージン・ハンド）」として大騒動が起きる。

## キャスト
※括弧内は日本語吹替
- テックス・カウリー - ウディ・アレン（北村弘一）： 肉屋の主人。
- レオ・ジェローム - デヴィッド・シュワイマー（牛山茂）： 神父。
- キャンディ・カウリー - シャロン・ストーン（山像かおり）： テックスの妻。
- ボボ - キーファー・サザーランド（山野井仁）： 保安官。
- デジ - マリア・グラツィア・クチノッタ（渡辺美佐）： 娼婦。
- マチャド - チーチ・マリン（後藤哲夫）： 町長。
- ケラージ - エリオット・グールド（岩崎ひろし）： 神父。
- フリーダ - フラン・ドレシャー： シスター。
- フラコ - ジョセフ・ゴードン＝レヴィット
- バヌエル - アンディ・ディック： 神父。
- セディエント - エディ・グリフィン
- Dr.アマド - アルフォンソ・アラウ
- コンスタンシア - ルーペ・オンティヴェロス（真山亜子）： 盲目の女性。